# Drahtglas

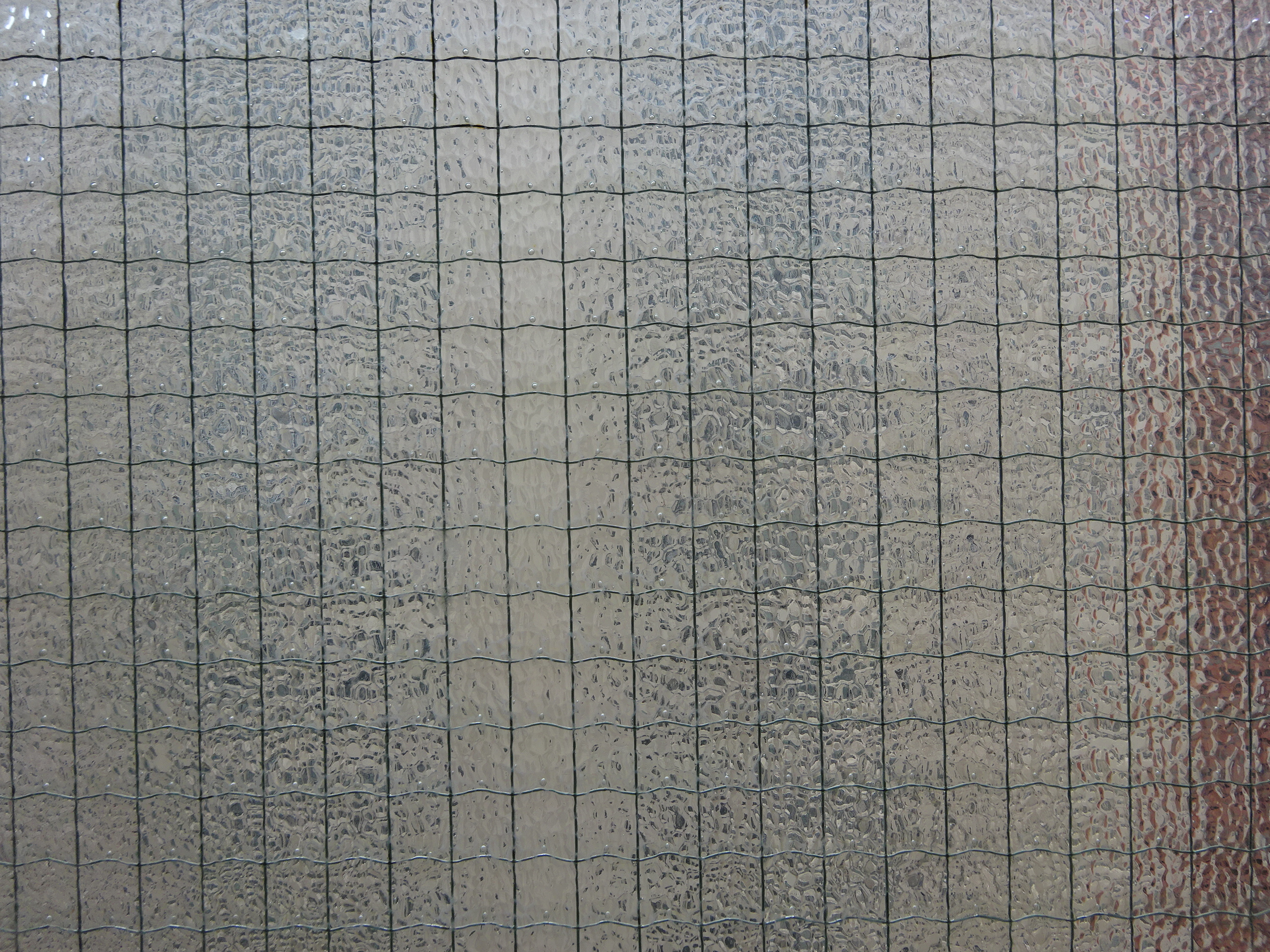
Drahtglas

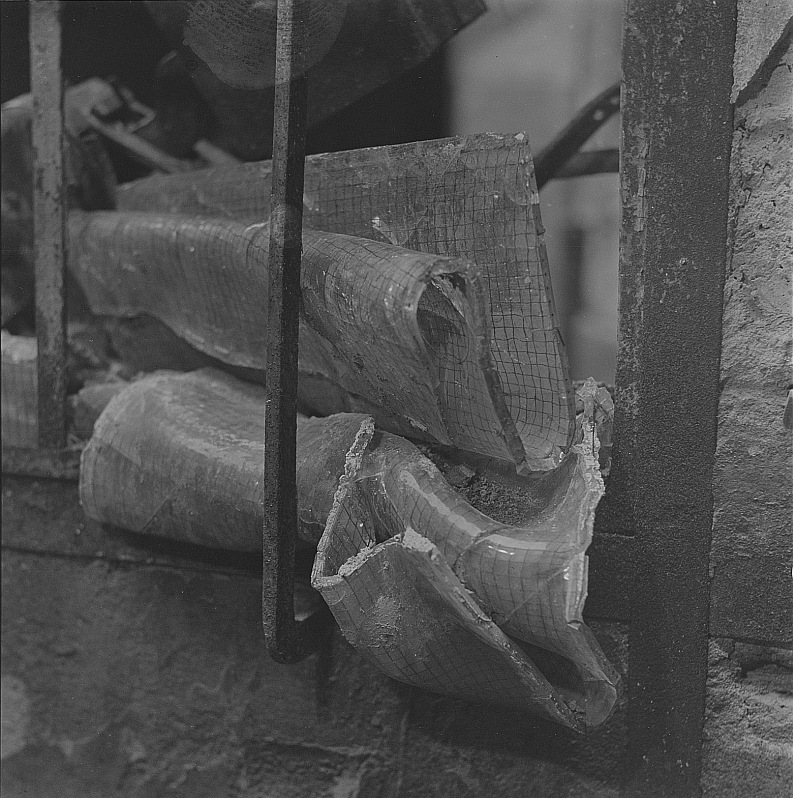
Durch Brandhitze nach den Luftangriffen auf Dresden 1945 verformtes Drahtglas

Drahtglas ist ein Flachglas, das durch kontinuierliches Gießen oder Walzen hergestellt wird (Walzglas). Es wird mit einem eingelegten Stahldrahtgitter hergestellt, das an den Kreuzungspunkten verschweißt ist.

## Herstellung
Die Herstellung von Drahtglas erfolgt im Walzverfahren. Dabei wird die Glasschmelze zwischen zwei gegenläufigen, wassergekühlten Stahlwalzen zu einem endlosen Flachglas-Band ausgeformt. Die Zugabe des Drahtgeflechts erfolgt über eine Zuführung in die hochviskose Schmelze unmittelbar vor der Formgebung.

## Eigenschaften
Das Drahtgeflecht hält beim Bruch des Glases die Scheibe zusammen. Bei üblichen Scheiben- bzw. Feldgrößen wird das Herabfallen von Glasscherben verhindert und eine gewisse Resttragfestigkeit verbleibt. Dadurch eignet sich Drahtglas für Über-Kopf-Verglasungen, wie beispielsweise Vordächer.
Drahtglas wird jedoch nicht als Sicherheitsglas angesehen.
Nach dem Bruch von Drahtglas können durch scharfe Kanten, abstehende Bruchstücke und Drähte Verletzungen verursacht werden. Beim Durchbruch durch eine Drahtglasscheibe mit Körperteilen führt die Struktur der Fragmente zu Verletzungen. Sofern eine Durchbruchsgefahr besteht sollten Drahtgläser in Verkehrs- und Aufenthaltsbereichen nur eingesetzt werden, wenn sie vor Personenkontakt abgeschirmt sind. Wegen der Verletzungsgefahr sollten Verglasungen in Möbeln, Türen (z. B. Rohrrahmentüren), Fenstern, Brüstungen sowie im Innenausbau mit Verbund- oder Einscheibensicherheitsglas anstelle von Drahtglas ausgestattet werden.
Aufgrund des unterschiedlichen Wärmeausdehnungskoeffizienten von Draht und Glas kann es bei größeren Temperaturschwankungen zu Schäden am Drahtglas kommen. Draht aus Eisen-Nickel-Legierung hat einen günstigeren Ausdehnungskoeffizient. Früher wurden statt Metalldrahteinlage teilweise Geflechte aus Asbest verwendet, um beim Zerspringen Glassplitter zu binden.

## Verwendung
Anstelle von Drahtglas wird heute überwiegend Verbund-Sicherheitsglas verwendet, welches nach einem Bruch der Scheibe ebenfalls nicht zerfällt, da es von der Folien-Mittellage zusammengehalten wird.
Für manche Anwendungen eignet sich auch Einscheiben-Sicherheitsglas, das belastbarer ist als Drahtglas und beim Bruch in viele kleine Stücke zerfällt, von denen im Gegensatz zu gewöhnlichen Glasscherben keine Verletzungsgefahr ausgeht.
Drahtglas wird unter anderem eingesetzt als:
- Verglasung bei Vordächern über Türeingängen
- Balkonüberdachungen
- Wintergartenschrägverglasungen